# Demetri de Gàdara
Demetri de Gàdara (grec antic: Δημήτριος; llatí: Demetrius) fou un grec de Gàdara a Palestina, llibert de Gneu Pompeu, que el va afavorir tant com va poder i li va permetre acumular riqueses immenses. Després de la conquesta romana de Síria, Demetri va demanar a Pompeu de reconstruir Gàdara, destruïda pels jueus, cosa que aquest va fer.